# Limenitis doerriesi
Limenitis doerriesi är en fjärilsart som beskrevs av Otto Staudinger 1892. Limenitis doerriesi ingår i släktet Limenitis och familjen praktfjärilar. Inga underarter finns listade i Catalogue of Life.